# Chenaud
Chenaud est une ancienne commune du sud-ouest de la France, située dans le département de la Dordogne en région Nouvelle-Aquitaine, devenue le 1er janvier 2016 une commune déléguée au sein de la commune nouvelle de Parcoul-Chenaud.

## Géographie

### Communes limitrophes
En 2015, année précédant la création de la commune nouvelle de Parcoul-Chenaud, Chenaud était limitrophe de cinq autres communes, dont trois dans le département de la Charente. À l'est, le territoire n'était distant que d'une centaine de mètres de la commune charentaise de Bonnes.
|                  | Saint-Quentin-de-Chalais (Charente) | Les Essards (Charente) |
| Bazac (Charente) | Chenaud                             |                        |
| Parcoul          |                                     | Saint Aulaye-Puymangou |

## Urbanisme

### Villages, hameaux et lieux-dits
Outre le bourg de Chenaud proprement dit, le territoire se compose d'autres villages ou hameaux, ainsi que de lieux-dits :
- l'Auberterie
- Barbenègre
- Bardolet
- la Binauderie
- le Bouffard
- Au Brandaud
- la Bussière
- la Cahue
- les Caves
- Au Châtaignier
- Aux Chaumes
- Chez Bardy
- Chez Bichet
- Chez Billet
- Chez Bonjouan
- Chez Marty
- Chez Ragot
- Chez Surin
- Aux Chutelles
- le Clos d'Auziac
- Aux Cocus
- Croix du Carrefour
- les Cure-Bourse
- Font Molle
- la Fontaine de la Vaure
- les Grandes Chaumes
- Jacquette
- Lamaure
- le Logis
- le Machenet
- la Merlerie
- la Moutte
- les Oremus
- Pélissier
- Pierre Bure
- la Planche
- les Plantes
- le Port
- la Pouillade
- Prairie de Chenaud
- Prairie de Pélissier
- Prends-tu-Garde
- Puyvigier
- la Renaissance
- la Reynerie
- Rouillac
- Terrier du Roi
- la Tuilerie
- la Vaure
- la Vergnasse.

## Toponymie
La commune de Chenaud est limitrophe des langues d'oc à l'est et d'oïl à l'ouest.
Selon Patrick Ranoux, elle est l'une des rares communes de la Dordogne de langue d'oïl (saintongeais). Cependant, selon Tourtoulon et Bringuier, elle est considérée comme étant en langue d'oc (limousin). En occitan, elle porte le nom de Chanaur.
La plus ancienne mention connue du lieu date de l'an 1098, sous la forme Chanaor. Deux ans plus tard, on trouve la graphie Canaor puis Chanard au XIIIe siècle et Chanaura au siècle suivant.
L'étymologie reste obscure et peut éventuellement avoir un rapport avec le nom d'un personnage d'origine germanique, Chainoaldus.

## Histoire
Au 1er janvier 2016, Chenaud fusionne avec Parcoul pour former la commune nouvelle de Parcoul-Chenaud dont la création a été entérinée par l'arrêté du 14 décembre 2015, entraînant la transformation des deux anciennes communes en communes déléguées.

## Politique et administration

### Administration municipale
La population de la commune étant comprise entre 100 et 499 habitants au recensement de 2011, onze conseillers municipaux ont été élus en 2014,. Ceux-ci sont membres d'office du  conseil municipal de la commune nouvelle de Parcoul-Chenaud, jusqu'au renouvellement des conseils municipaux français de 2020.

### Liste des maires
| Période                                  | Période       | Identité       | Étiquette | Qualité   |
| ---------------------------------------- | ------------- | -------------- | --------- | --------- |
| Les données manquantes sont à compléter. |               |                |           |           |
|                                          |               |                |           |           |
| 1995                                     | 2006          | Denis Sebart   |           |           |
| 2006                                     | avril 2014    | Annick Ribière | SE        | Retraitée |
| avril 2014                               | décembre 2015 | Denis Sebart   | PS        |           |

## Population et société

### Démographie
Les habitants de Chenaud se nomment les Canahoriens.
En 2015, dernière année en tant que commune indépendante, Chenaud comptait 325 habitants. À partir du XXIe siècle, les recensements des communes de moins de 10 000 habitants ont lieu tous les cinq ans (2008, 2013, pour Chenaud). Depuis 2006, les autres dates correspondent à des estimations légales.
Au 1er janvier 2022, la commune déléguée de Chenaud compte 370 habitants.
| 1793 | 1800 | 1806 | 1821 | 1831 | 1836 | 1841 | 1846 | 1851 |
| ---- | ---- | ---- | ---- | ---- | ---- | ---- | ---- | ---- |
| 609  | 457  | 705  | 775  | 793  | 744  | 766  | 761  | 831  |

| 1856 | 1861 | 1866 | 1872 | 1876 | 1881 | 1886 | 1891 | 1896 |
| ---- | ---- | ---- | ---- | ---- | ---- | ---- | ---- | ---- |
| 836  | 776  | 771  | 703  | 684  | 709  | 709  | 666  | 641  |

| 1901 | 1906 | 1911 | 1921 | 1926 | 1931 | 1936 | 1946 | 1954 |
| ---- | ---- | ---- | ---- | ---- | ---- | ---- | ---- | ---- |
| 594  | 597  | 555  | 489  | 532  | 527  | 521  | 527  | 514  |

| 1962 | 1968 | 1975 | 1982 | 1990 | 1999 | 2008 | 2013 | 2015 |
| ---- | ---- | ---- | ---- | ---- | ---- | ---- | ---- | ---- |
| 517  | 456  | 331  | 350  | 313  | 321  | 317  | 329  | 325  |

### Sports
Association sportive Parcoul-Chenaud (ASPC), club de football en association avec la commune voisine de Parcoul.

## Économie
Les données économiques de Chenaud sont incluses dans celles de la commune nouvelle de Parcoul-Chenaud.

## Culture locale et patrimoine

### Lieux et monuments
- L'église paroissiale Saint-Pierre-et-Saint-Paul située au bourg date du XIIe siècle et a été remaniée au XVIIe siècle. Elle est partiellement inscrite au titre des monuments historiques (chœur et chaire) depuis 1948[17],[18].

L'église de Chenaud
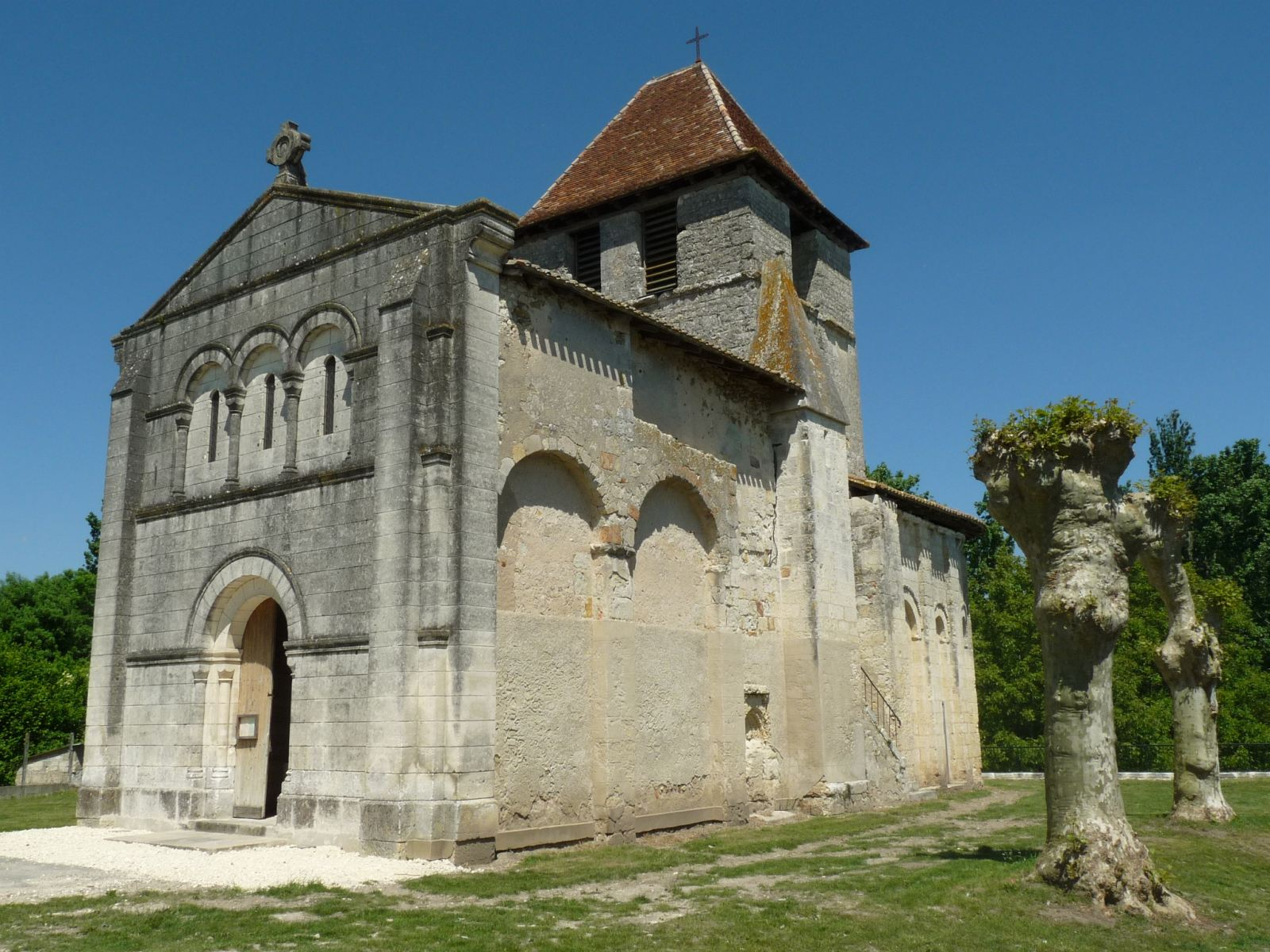
La façade et le clocher.
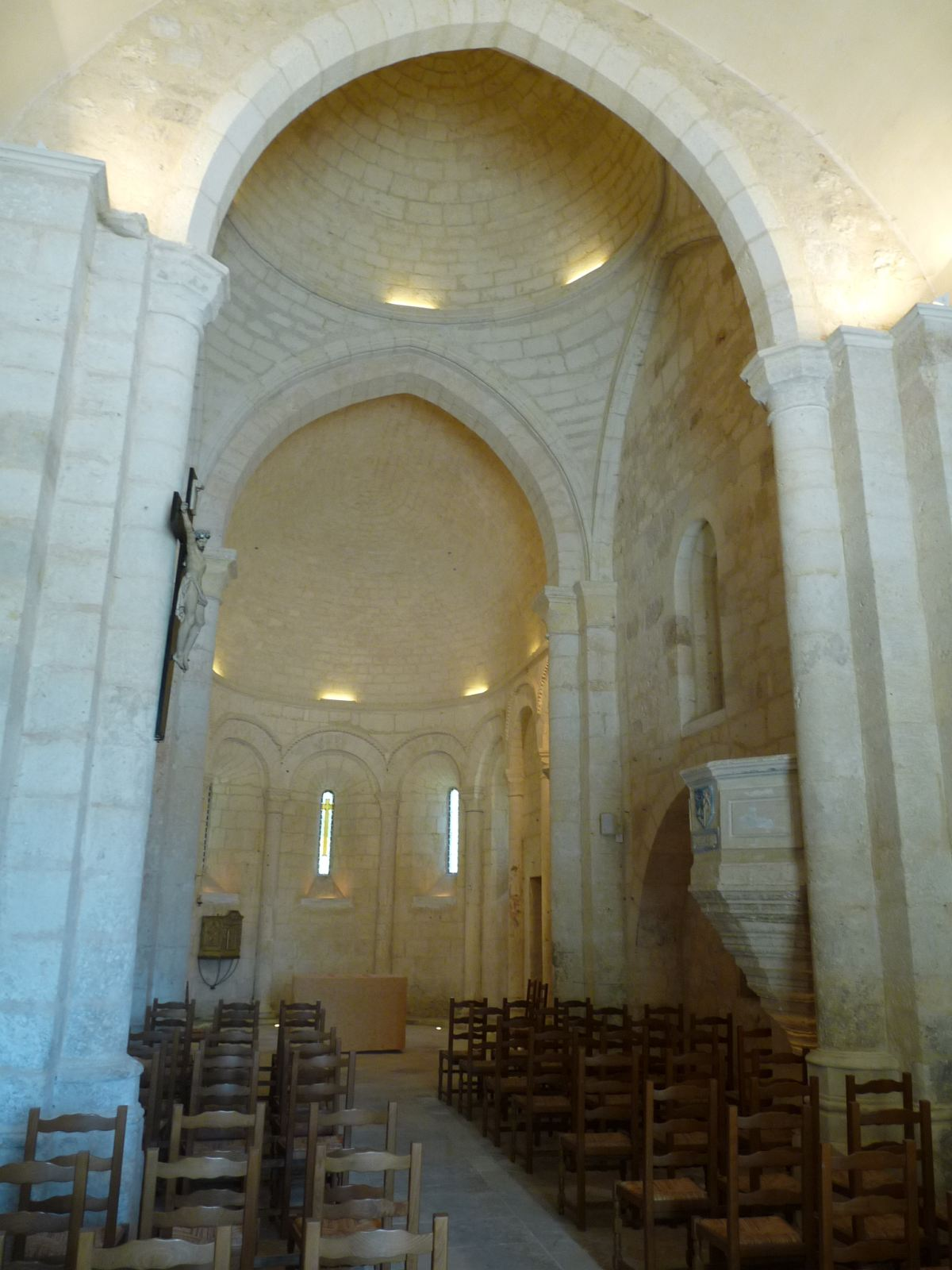
Le chœur.
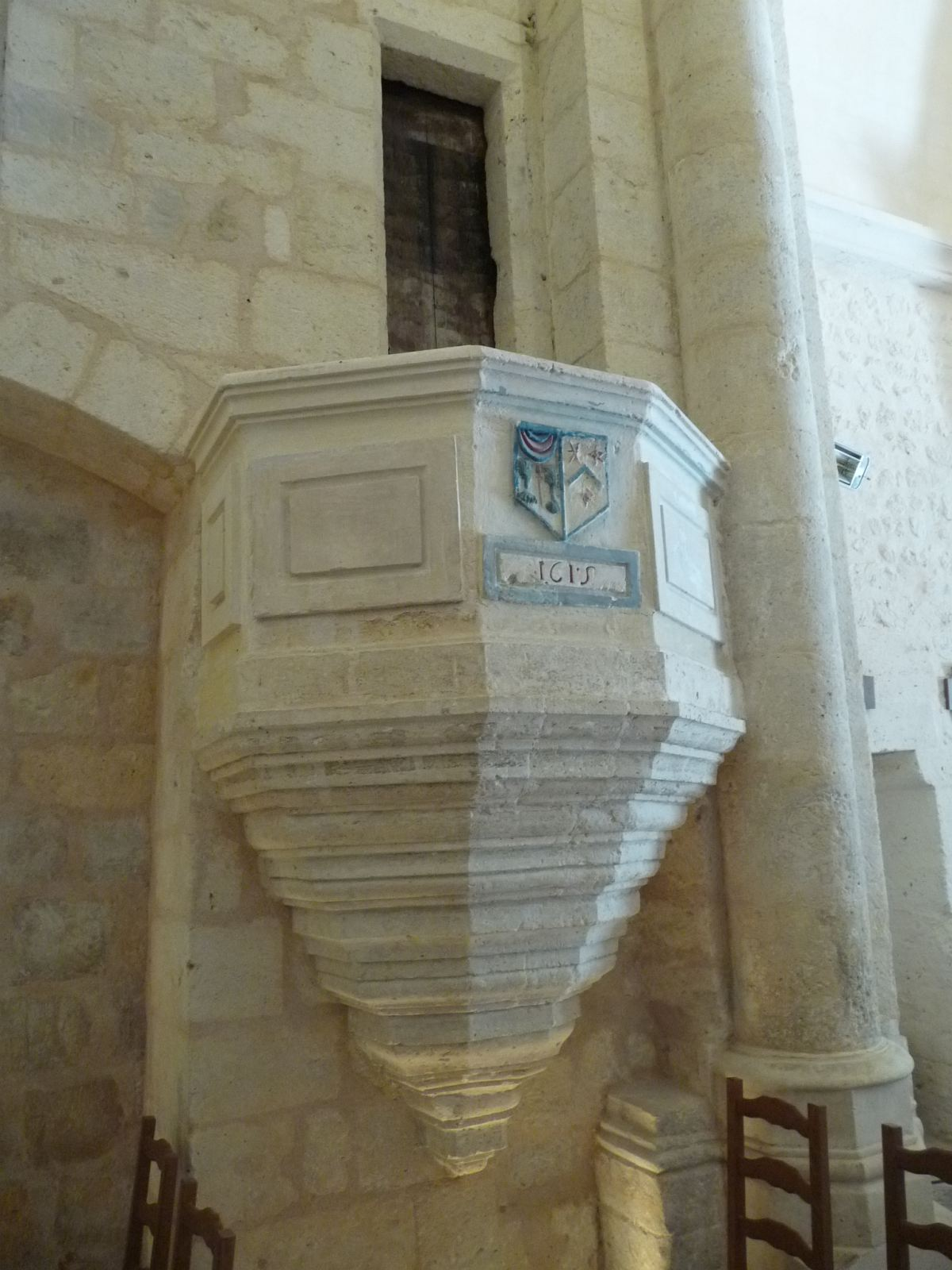
La chaire.

- Logis de la Mazillière dont le logis date du XVIe siècle[19].
- Château de Bardolet.

### Patrimoine naturel
Dans toute sa traversée de la commune d'est en ouest, la vallée de la Dronne est classée comme zone naturelle d'intérêt écologique, faunistique et floristique (ZNIEFF) de type II,.